# San Bartolomé Atlatlahuca
San Bartolomé Atlatlahuca, Estado de México es una delegación perteneciente al municipio de Tenango del Valle, se localiza al sur de la capital mexiquense Toluca, siguiendo la autopista Toluca-Tenango y después por la carretera federal número 55 Tenango-Tenancingo, a 5 minutos del municipio se encuentra este bello poblado. Cuenta aproximadamente con 7,203 habitantes entre hombres y mujeres en 2020. Además, es principalmente conocido como la Tierra del Pan de Feria y la Capital del Globo.

## Historia
Atlatlahuca significa Lugar de Agua Rojiza o colorada, tal y como se expresa en el Códice Mendocino.  
San Bartolomé Atlatlahuca tiene una trayectoria histórica bastante rica y añeja, es la localidad más antigua del municipio.
Cuando no hubo sucesión privada en las encomiendas la Corona estableció Corregimientos. “Los corregimientos fueron pensados para atender los asuntos de justicia local entre la población indígena y los encomenderos”, las alcaldías mayores eran para “impartir justicia en aquellos asuntos que tenían que ver con la población española que radicaba en Indias”. 
Atlatlahuca junto con Xochiaca fueron encomendados a Hernando de Jerez. Atlatlahuca fue corregimiento en 1537.
Al crearse la alcaldía mayor de Malinalco en 1550, el corregimiento de Atlatlahuca quedó circunscrito en ella; pero, en 1580, Tenancingo se convirtió en la sede de la alcaldía mayor y Atlatlahuca pasó a la de Teotenanco.

## Fiestas populares
Hacen una gran feria en honor a San Bartolomé Apóstol, cada 24 de agosto, pues es la fiesta principal del pueblo.
Esta feria se le considera la más grande de la región, anualmente recibe miles de peregrinos de distintas partes de la República Mexicana, la mayoría de ellos proveniente del estado de Guanajuato capital, así como la participación de vistosas danzas originarias de esta población  
Una semana antes de la fiesta patronal y de la fiesta del 1 de enero, se lleva a cabo el tradicional paseo de carros alegóricos, adornados de pan de feria, que es elaborado en esta comunidad panadera de Atlatlahuca y que regalan en su trayecto para finalizar en el atrio de sus templos realizando una lluvia de pan, en donde llegan miles de personas a este pequeño pueblo.   
1 de enero se venera a Nuestro Padre Jesús.
San Isidro Labrador lo festejan cada 15 de mayo.
El jueves de Corpus de cada año se viste de manteles largos en honor al santísimo sacramento del altar.

## Artesanía
Abundante pan de feria que elaboran los habitantes de la comunidad, es considerada una artesanía y reconocida en varios lugares del Estado de México.
Distintos globos metálicos y balón inflable que realizan los habitantes del pueblo.

## Monumentos históricos
La iglesia de Atlatlahuca son las que destacan por sus acabados sencillos, los cuales se caracterizan por las participaciones de la mano popular (antes del año 2015). Desafortunadamente le han borrado toda su figura histórica, lamentablemente no han sabido valorar la figura del templo, pues le quitaron toda su historia haciendo modificaciones en su estructura como en la bóveda y en su fachada, agregando piedra de cantera el cual no favorece mucho al templo quitándole su originalidad, así mismo después del sismo de 2017, se dañó estructuralmente el ciprés del altar mayor, un ciprés que tenía más de 90 años de antigüedad y que no fue rescatado por la comunidad, sino destruida por su totalidad. Este monumento histórico es el más antiguo del municipio de Tenango del Valle.
El Palacio de Piedra de Atlatlahuca o conocida como la Delegación Municipal, es considerado como uno de los más bellos en el municipio y en el Estado de México.